# Kunjorowesi
Kunjorowesi is een bestuurslaag in het regentschap Mojokerto van de provincie Oost-Java, Indonesië. Kunjorowesi telt 6107 inwoners (volkstelling 2010).